# 福島県道303号石沢荻田線
福島県道号303石沢荻田線（ふくしまけんどう303ごう いしざわおぎのたせん）は、福島県田村市から二本松市に至る一般県道である。

## 路線概要
- 起点：田村市船引町石沢字町
- 終点：二本松市太田字荻ノ田110-4
- 総延長：15.809km
  - 実延長：13.937km[1]
- 路線認定年月日：1965年12月10日[2]

### 重用区間
- 国道459号（二本松市百目木字町～同市百目木字山辺沢）
- 国道349号（二本松市戸沢字大下～同市戸沢字下田）

### 道路施設
昭和橋（移川）
- 全長：23.0m
- 幅員：8.0m
- 形式：単径間単純合成H鋼桁橋
- 竣工：1983年

1982年度移川災害関連事業による河川改修に伴い架替が行われた。総事業費は3740万円。

## 通過する自治体
- 田村市 - 二本松市

## 接続・交差する道路
- 田村市内
  - 福島県道50号浪江三春線（船引町石沢字町 起点）
- 二本松市内
  - 国道459号 浪江方面（百目木字町）
  - 国道459号 喜多方方面（百目木字山辺沢）
  - 国道349号 水戸方面（戸沢字大下）
  - 国道349号 伊達方面（戸沢字下田）
  - 福島県道40号飯野三春石川線（福島県道62号原町二本松線重用区間）（太田字荻ノ田 終点）

## 沿線
- 口太川
- 安達太田川